# Torre de la Higuera (Malpartida de Cáceres)

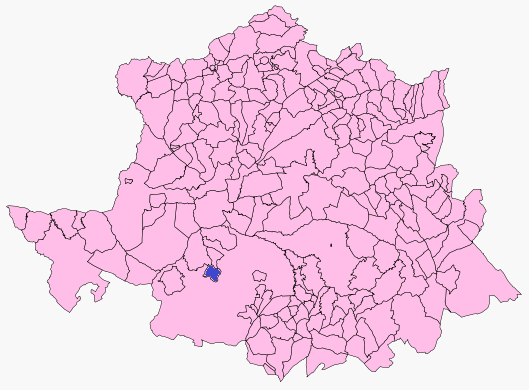
Ubicación de la torre en la provincia de Cáceres.

El La Torre de la Higuera, Malpartida de Cáceres, es una pequeña fortificación situada en las inmediaciones de la localidad española de Malpartida de Cáceres en la Mancomunidad Tajo-Salor, en la provincia de Cáceres, a 11 km de Cáceres y es visible desde la bifurcación que hay en la carretera que va a Malpartida de Cáceres cuyos ramales van hacia Arroyo de la Luz y Valencia de Alcántara.

## Historia
En primer lugar, extraña la ubicación de la torre ya que está situada en un paraje prácticamente llano, asentado sobre una ligera afloración rocosa que debió elegirse para dar una mayor resistencia a los cimientos y muros elevados y para evitar que estos cedieran ante el peso de la torre. El hecho de estar en un llano parece determinar a los historiadores hacia la idea de que esta edificación no era una torre defensiva al estilo de los castillos medievales sino más bien como elemento defensor de una explotación agrícola o ganadera y de los terrenos inmediatos a la torre. La profesora Ángela Alonso ha observado que en sus cimientos se emplea una mampostería en opus inciertum, tal y como se hacía con los fortines romanos lo que hace pensar que sus orígenes pudieron ser un baluarte romano que tenía como fin los antes indicados.
La documentación histórica de esta zona indica que el lugar perteneció a Gómez Ximénez en la Edad Media y, además, que aparece su hija María Ximénez citada en el «Memorial de Ulloa» en el siglo XIV, donde se le da el título de «Señora de la Torre y Casa Fuerte de Higuera». El linaje de Los Ribera son los que detentaron hasta épocas recientes la propiedad de la torre y los terrenos circundantes.

## La Torre
El tipo constructivo de los cimientos es del tipo romano como ya se indicó. La torre esté hecha a base de sillarejo y mampostería y se corresponde con la  época medieval. Elm acceso se hace mediante una puerta adintelada apoyada sobre zapatas. Consta de dos plantas y una terraza superior. Las divisiones de los pisos parece que se hicieron con madera ya que se ven mechinales en las caras interiores de los muros, que es donde se apoyaban las vigas de cada solado. Está dotada de  matacanes en la parte alta y saeteras en el primer piso. Lo que está a la vista en la actualidad es del siglo XIV. A finales del siglo XV debió tener bastante importancia ya que se rindió homenaje a los Reyes Católicos en ella.